# Adelophryne pachydactyla
Adelophryne pachydactyla – gatunek południowoamerykańskiego płaza bezogonowego z rodziny Eleutherodactylidae.

## Rozmieszczenie geograficzne
Płaz żyje jedynie w Brazylii, będąc endemitem tego kraju. Co więcej, spotyka się go jedynie na wschodnim wybrzeżu wymienionego państwa, na terenie stanu Bahia: w Fazenda Luzitania w gminie Ilhéus (miejsce typowe) oraz w gminach Una i Itacaré. Część populacji uznawanej dawniej za Adelophryne pachydactyla przypisano do innych gatunków, np. Adelophryne mucronata.

## Ekologia
Płaz bytuje na wysokościach nie przekraczających 800 m nad poziomem morza.
Siedliska gatunku znajdują się w formacji nazywanej „lasem atlantyckim”, a dokładniej na terenie wilgotnych, nizinnych lasów pierwotnych i wtórnych. Zwierzę związane jest z roślinami z rodziny bromeliowatych. Odnotowano też jego obecność w środowisku zmodyfikowanym działalnością ludzką: na przyległych do lasów plantacjach kakao i bananów.

## Cykl życiowy
Rozród tego płaza prawdopodobnie jest bezpośredni, a samica składa jaja na liściach bromeliowatych.

## Status zagrożenia i ochrona
W Czerwonej księdze gatunków zagrożonych IUCN Adelophryne pachydactyla od 2023 roku klasyfikowany jest jako gatunek najmniejszej troski (LC, ang. Least Concern); wcześniej, od 2004 roku uznawano go za gatunek niedostatecznie rozpoznany (DD, ang. Data Deficient).
Trend liczebności populacji tego płaza oceniany jest jako stabilny.
W minimalnym stopniu zagrożenie dla tego gatunku stanowi utrata jego środowiska naturalnego, za którą odpowiada rozwój rolnictwa, pozysk drewna, zbiór ananasowatych i zakładanie plantacji w celu zbioru drewna.
Zwierzę występuje na kilku obszarach chronionych.